# Бандите на Ню Йорк
„Бандите на Ню Йорк“ (на английски: Gangs of New York) е американски исторически криминален филм от 2002 г. на режисьора Мартин Скорсезе. Излиза по кината в САЩ на 20 декември 2002 г.

## Сюжет
Внимание:  Текстът по-долу разкрива сюжета на произведението (или части от него)!
Преди да се превърне в града, който познаваме днес – огромният мегаполис – център на богатство и власт и символ на неограничени възможности, Ню Йорк е бил съвсем различно място – един новосформиращ се град, където стремежът за по-добър живот се сблъсква с реалността – бедност, корупция и гъмжащи от престъпления улици. На това място, докато оцеляването на нацията е застрашено от Гражданската война и страната е изправена на ръба на хаоса, на улиците се заражда тъмен и опасен подземен свят.
Шейсетте години на XIX век са период на безскрупулност, нетолерантност и страх. Но в същото време и на изключителна храброст от страна на онези, които воюват за свободата на бъдещите поколения Жителите на Ню Йорк от нисшата класа обитават Файв Пойнтс – един от най-бедните квартали в Америка, където конкурентни банди воюват непрестанно за контрола върху улиците.
Район на бедност и престъпност, простиращ се между пристанището на Ню Йорк, процъфтяващия Уол Стрийт и долната част на Бродуей – той е като магнит за бандите. На фона на това беззаконие и ширеща се корупция, филмът проследява историята на Амстердам Валън (Ди Каприо) – млад ирландски имигрант. Той е решен да отмъсти на Бил Касапина (Дей-Люис) – могъщият лидер на антиимигрантската банда, убил бащата на Амстердам (Нийсън). Амстердам прави първата стъпка към постигането на целта си – внедрява се в най-близкия кръг на Бил.
Интригата се задълбочава, когато Амстердам среща Джени Евърдийн (Диас) – енигматична джебчийка, чиято пламенна независимост и неоспорима красота го омагьосва. Но Джени също има неясно минало, което неочаквано усложнява плановете му. Животът на Амстердам се превръща в битка за собственото му оцеляване и за намиране на място за неговите сънародници, дошли в Америка с надежда за по-добро бъдеще. Борбата достига точката на кипене през 1863 г. заради закона за военната повинност (Draft Riots) – най-драматичният епизод от градските бунтове на американската нация.

## В ролите
| Актьор             | Роля            |
| ------------------ | --------------- |
| Леонардо ди Каприо | Амстердам Валон |
| Даниъл Дей-Люис    | Уилям Кътинг    |
| Камерън Диас       | Джени Евърдийн  |
| Лиъм Нийсън        | отец Валон      |
| Джим Броудбент     | Уилям Туид      |
| Хенри Томас        | Джони Сироко    |
| Брендан Глийсън    | Уолтър Макгин   |
| Гари Люис          | Макглоин        |
| Джон Райли         | Джак Мълрейни   |
| Стивън Греъм       | Шанг            |
| Еди Марсан         | Килоран         |

## Награди и номинации
| Категория                              | Номиниран(и)                               | Резултат                |
| Оскар (23 март 2003 г.)                | Оскар (23 март 2003 г.)                    | Оскар (23 март 2003 г.) |
| -------------------------------------- | ------------------------------------------ | ----------------------- |
| Най-добър филм                         | Най-добър филм                             | номинация               |
| Най-добри декори                       | Най-добри декори                           | номинация               |
| Най-добри костюми                      | Най-добри костюми                          | номинация               |
| Най-добър звук                         | Най-добър звук                             | номинация               |
| Най-добър режисьор                     | Мартин Скорсезе                            | номинация               |
| Най-добър оригинален сценарий          | Стивън Зайлиян, Джей Кокс и Кенет Лонерган | номинация               |
| Най-добра кинематография               | Михаел Балхаус                             | номинация               |
| Най-добър филмов монтаж                | Телма Шунмейкър                            | номинация               |
| Най-добра мъжка роля                   | Даниъл Дей-Люис                            | номинация               |
| Най-добра оригинална песен             | „The Hands That Built America“             | номинация               |
| Награда на БАФТА (23 февруари 2003 г.) |                                            |                         |
| Най-добър актьор в главна роля         | Даниъл Дей-Люис                            | награда                 |
| Най-добър филм                         | Най-добър филм                             | номинация               |
| Най-добри декори                       | Най-добри декори                           | номинация               |
| Най-добри костюми                      | Най-добри костюми                          | номинация               |
| Най-добър звук                         | Най-добър звук                             | номинация               |
| Най-добър грим и прически              | Най-добър грим и прически                  | номинация               |
| Най-добри визуални ефекти              | Най-добри визуални ефекти                  | номинация               |
| Най-добра режисура                     | Мартин Скорсезе                            | номинация               |
| Най-добър оригинален сценарий          | Стивън Зайлиян, Джей Кокс и Кенет Лонерган | номинация               |
| Най-добра кинематография               | Михаел Балхаус                             | номинация               |
| Най-добър филмов монтаж                | Телма Шунмейкър                            | номинация               |
| Най-добра филмова музика               | Хауърд Шор                                 | номинация               |
| Златен глобус (19 януари 2003 г.)      |                                            |                         |
| Най-добър режисьор                     | Мартин Скорсезе                            | награда                 |
| Най-добра оригинална песен             | „The Hands That Built America“             | награда                 |
| Най-добър филм – драма                 | Най-добър филм – драма                     | номинация               |
| Най-добър актьор в драматичен филм     | Даниъл Дей-Люис                            | номинация               |
| Най-добра актриса в поддържаща роля    | Камерън Диас                               | номинация               |
| Сателит (12 януари 2003 г.)            |                                            |                         |
| Най-добри декори                       | Най-добри декори                           | награда                 |
| Най-добър филмов монтаж                | Телма Шунмейкър                            | награда                 |
| Най-добър актьор в драматичен филм     | Даниъл Дей-Люис                            | награда                 |
| Най-добри костюми                      | Най-добри костюми                          | номинация               |
| Най-добър звук                         | Най-добър звук                             | номинация               |
| Най-добри визуални ефекти              | Най-добри визуални ефекти                  | номинация               |
| Най-добра кинематография               | Михаел Балхаус                             | номинация               |
| Емпайър (4 февруари 2004 г.)           |                                            |                         |
| Най-добър актьор                       | Даниъл Дей-Люис                            | номинация               |